# Džoni Junajtas
Džoni Konstantin Junajtas (/juːˈnaɪtəs/; 7. maj 1933 – 11. septembar 2002), s nadimcima „Džoni Ju” i „Zlatna ruka”, bio je američki profesionalni fudbalski igrač u Nacionalnoj fudbalskoj ligi (NFL). Većinu karijere je proveo igrajući za Indijanapolis koltse. Bio je rekordni kvoterbek i najvredniji igrač NFL-a 1959, 1964 i 1967.
Tokom 52 godine držao je rekord za najveći broj uzastopnih igara sa tačdaunom (postavljen između 1956. i 1960), dok rekord nije oborio Dru Bris 2012. godine. Junajtas je bio prototip kvoterbeka modernog doba, sa snažnom igrom u prolazima, velikim medijskim pokrićem i širokom popularnošću. On je konzistentno navođen kao jedan od najvećih NFL igrača svih vremena.

## Profesionalna karijera

### Pitsburg stilersi
Nakon njegove studentske karijere, Pitsburg stilersi iz NFL-a su regrutovali Junajtasa u devetom kolu. Međutim, on je otpušten pre nego što je započela sezona kao suvišan među četiri kvoterbeka koji su nastojali da popune tri mesta. Glavni trener Stilersa Volt Kisling je doneo odluku o Junajtasu. On je smatrao da nije dovoljno pametan da bude kvoterbek NFL tima, te mu na treninzima sa Stilersima nije dodavana lopta. Među onima koji su odbacili Junajtasa bio je i Ted Marčibrod, budući dugogodišnji glavni trener NFL-a. Izvan fudbala, Junajtas - do tog vremena oženjen - radio je u građevinarstvu u Pitsburgu kako bi izdržavao porodicu. Tokom vikenda igrao je kao kvoterbek, sejfti i panter lokalnog poluprofesionalnog tima zvanog Blumfild famsi za 6 dolara po igri.

### Baltimorski koltsi
Godine 1956, Junajtas se pridružio Baltimorskim koltsima iz NFL-a pod legendarnim trenerom Vibom Jubankom, nakon što je u poslednjem trenutku zatraženo da se pridruži lajnmenu Blumfild ramsa Džimu Deglau, radniku iz željezare sa životnim okolnostima sličnim Junajtasovim, u zadnjem zakazanom pokušaju Koltsa. Par je pozajmio novac od prijatelja kako bi platili za benzin za put. Kasnije je Deglau izjavio u razgovoru s jednim novinarem nakon Junajtasove smrti, „[njegov] ujak mu je rekao da ne dolazi. [On] je bio zabrinut da će loše izgledati, ako bude došao i Koltsi ga ne prime (za ostale NFL timove).” Koltsi su regrutovali Junajtasa, na veliko razočaranje Klivlendskih braunsa, koji su nameravli da prime bivšeg kvoterbeka Stilersa.
Junajtas je imao svoj NFL debi s neugodnim „mop-up” nastupom protiv Detrojta, odigravši 0-2 sa jednim presretanjem. Dve nedelje kasnije, početni kvoterbek Džordž Šo pretrpeo je slomljenu nogu protiv Čikago bersa. U njegovoj prvoj ozbiljnoj akciji, presretnuto je Junajtasovo početno dodavanje i vraćeno za tačdaun. Zatim je izveo loše dodavanje u svojm sledećem potezu, nespretnost koju su suparnici povratili. Junajtas se brzo oporavio od gubitka sa rezultatom 58-27, što je dovelo Koltse do uzdrmaju Grin Bej pakerse i do njihove prve pobede nad Klivlendom. Te godine je izveo devet tačdaun dodavanja, uključujući jedno u finalu sezone kojim je započeo njegov rekordni niz od 47 igara. Njegova 55,6 postotna stopa završavanja bila je rekord za novajlije.

#### 1958: „Najveća igra ikad igrana”
Junajtas je nastavio svoj podvig tokom 1958. godine prošavši sa 2.007 jardi i 19 tačdauna, dok su Koltsi osvojili titulu Zapadne konferencije. Koltsi su osvojili NFL šampionat pod njegovim vođstvom 28. decembra 1958, pobedivši Njujork džajantse 23-17 u produžetku iznenadne smrti na tačdaunu putem fulbeka Alana Amečija. Bila je to prva utakmica sa produžetkom u istoriji NFL-a, a često je nazivaju i „najvećom igrom koja je ikada odigrana”. Igra, koju je NBC televizijski prenosio širom SAD, zaslužna je za podsticanje porasta popularnosti profesionalnog fudbala tokom 1960-ih.

#### 1959 MVP sezona
Godine 1959, Junajtasa je Asošijeted pres (AP) prvi put imenovao NFL-ovim MVP-om. Isto tako je bio igrač godine Junajted pres internašonala, zbog njegovog NFL vođstva u pređenim jardima (2.899), tačdaunima (32) i kompletiranjima (193). Potom je predvodio Koltse do ponovljenog šampionskog statusa, pobedivši Džajantse sa 31-16 u igri za titulu.

## Statistike NFL karijere
| Legenda    | Legenda                      |
| ---------- | ---------------------------- |
|            | Vođstvo lige                 |
|            | Tim je osvojio NFL šampionat |
|            | Superboul šampion            |
|            | AP NFL MVP                   |
| Zadebljano | Vrhunac karijere             |

| Godina   | Tim      | G   | W-L-T    | Cmp   | At    | %    | Jardi  | TD  | Int | Lng | Y/A | Stopa | 4QC | GWD |
| -------- | -------- | --- | -------- | ----- | ----- | ---- | ------ | --- | --- | --- | --- | ----- | --- | --- |
| 1956     | BAL      | 12  | 3–4      | 110   | 198   | 55,6 | 1.498  | 9   | 10  | 54  | 7,6 | 74,0  | 0   | 0   |
| 1957 †   | BAL      | 12  | 7–5      | 172   | 301   | 57,1 | 2.550  | 24  | 17  | 82  | 8,5 | 88,0  | 0   | 0   |
| 1958     | BAL      | 10  | 8–1      | 136   | 263   | 51,7 | 2.007  | 19  | 7   | 77  | 7,6 | 90,0  | 1   | 1   |
| 1959     | BAL      | 12  | 9–3      | 193   | 367   | 52,6 | 2.899  | 32  | 14  | 71  | 7,9 | 92,0  | 1   | 1   |
| 1960     | BAL      | 12  | 6–6      | 190   | 378   | 50,3 | 3.099  | 25  | 24  | 80  | 8,2 | 73,7  | 1   | 2   |
| 1961     | BAL      | 14  | 8–6      | 229   | 420   | 54,5 | 2.990  | 16  | 24  | 72  | 7,1 | 66,1  | 3   | 4   |
| 1962     | BAL      | 14  | 7–7      | 222   | 389   | 57,1 | 2.967  | 23  | 23  | 80  | 7,6 | 76,5  | 3   | 3   |
| 1963     | BAL      | 14  | 8–6      | 237   | 410   | 57,8 | 3.481  | 20  | 12  | 64  | 8,5 | 89,7  | 3   | 3   |
| 1964     | BAL      | 14  | 12–2     | 158   | 305   | 51,8 | 2.824  | 19  | 6   | 74  | 9,3 | 96,4  | 2   | 2   |
| 1965     | BAL      | 11  | 8–2–1    | 164   | 282   | 58,2 | 2.530  | 23  | 12  | 61  | 9,0 | 97,4  | 3   | 2   |
| 1966     | BAL      | 14  | 9–4      | 195   | 348   | 56,0 | 2.748  | 22  | 24  | 89  | 7,9 | 74,0  | 1   | 1   |
| 1967     | BAL      | 14  | 11–1–2   | 255   | 436   | 58,5 | 3.428  | 20  | 16  | 88  | 7,9 | 83,6  | 4   | 3   |
| 1968     | BAL      | 5   | —        | 11    | 32    | 34,4 | 139    | 2   | 4   | 37  | 4,3 | 30,1  | 0   | 1   |
| 1969     | BAL      | 13  | 7–5      | 178   | 327   | 54,4 | 2.342  | 12  | 20  | 52  | 7,2 | 64,0  | 2   | 3   |
| 1970     | BAL      | 14  | 10–2–1   | 166   | 321   | 51,7 | 2.213  | 14  | 18  | 55  | 6,9 | 65,1  | 3   | 3   |
| 1971     | BAL      | 13  | 3–2      | 92    | 176   | 52,3 | 942    | 3   | 9   | 35  | 5,4 | 52,3  | —   | —   |
| 1972     | BAL      | 8   | 1–4      | 88    | 157   | 56,1 | 1.111  | 4   | 6   | 63  | 7,1 | 70,8  | —   | —   |
| 1973     | SD       | 5   | 1–3      | 34    | 76    | 44,7 | 471    | 3   | 7   | 51  | 6,2 | 40,0  | —   | —   |
| Karijera | Karijera | 211 | 118–63–4 | 2.830 | 5.186 | 54,6 | 40.239 | 290 | 253 | 89  | 7,8 | 78,2  | 27  | 29  |

Izvor:
- ^†  Godine 1957, Junajtas je bio imenovan za MVP po predlogu Asocijacije novinskih preduzeća.

## Napomene
1. ↑  litv. Jonas Konstantinas Jonaitis[1][2]
2. ↑  Savremeni izvori i Pro-Football-Reference.com prepoznaju Junajtasa kao AP MVP iz 1959. godine,[11][12] dok drugi, uključujući Zvanični NFL zapisnik i knjigu činjenica 2015, navode Čarlija Konerlija kao dobitnika nagrade.[13][14]

## Literatura
- Bolus, Jim, and Billy Reed. Cardinal Football. Champaign, IL: Sports Pub Inc., 1999.
- Callahan, Tom. Johnny U: the life and times of John Unitas. New York: Crown Publishers, 2006.
- Lazenby, Roland. Johnny Unitas: the best there ever was. Chicago: Triumph Books, 2002.
- Schaap, Dick (1999). "Johnny Unitas: Sunday's Best". In ESPN SportsCentury. Michael MacCambridge, Editor. New York: ESPN-Hyperion Books. pp. 154–65.
- Cavanaugh, Jack (2008), Giants Among Men. New York: Random House. ISBN 978-1-58836-697-9..
- MacCambridge, Michael (2005), America's Game. New York: Anchor Books. ISBN 978-0-307-48143-6..

## Spoljašnje veze
- Zvanični veb-sajt
- Johnny Unitas na sajtu  (jezik: engleski)